# ジェイ・ヒエロン
ジェイ・ヒエロン（Jay Hieron、1976年7月29日 - ）は、アメリカ合衆国の男性総合格闘家。ニューヨーク州フリーポート出身。エクストリーム・クートゥア所属。元IFL世界ウェルター級王者。

## 来歴
14歳の時よりレスリングを始め、フリーポート高校時代には州大会に優勝、卒業後はニューヨーク州立大学ナッソー・コミュニティ・カレッジに進学、全米カレッジジュニア大会で優勝しオールアメリカンに2度選出された。しかし進学したホフストラ大学ではマリファナの陽性反応が出て、レスリング部を退部、ドラッグの売買に手を染め逮捕された。心を入れ替えたヒエロンは友人フィル・バローニの勧めもあり総合格闘技の練習を始めた。
2003年7月、プロデビュー。翌年にはUFC 48に出場し、ジョルジュ・サンピエールと対戦し、パウンドでTKO負けを喫した。
2006年からはIFLと契約を交わし、ロサンゼルス・アナコンダズに所属。2007年12月29日のIFLウェルター級グランプリ決勝でデウソン・エレーノに脚の負傷でTKO勝ちを収め優勝を果たし、世界ウェルター級王座に認定された。
2008年4月4日、IFL世界ウェルター級タイトルマッチでマーク・ミラーと対戦し、パウンドでTKO勝ちを収め初防衛に成功した。その後7月31日にIFLが活動停止し、Afflictionと契約を結んだ。
2009年8月1日、Affliction: Trilogyでポール・デイリーと対戦予定であったが、大会が消滅。すぐにStrikeforceと契約し、半月後の8月15日に開催されたStrikeforce: Carano vs. Cyborgでジェシー・テイラーと対戦し、判定勝ち。

### Bellator
2011年3月5日、Bellator初参戦となったシーズン4のウェルター級トーナメント1回戦でアンソニー・ラプスリーと対戦し、リアネイキドチョークで一本勝ち。4月9日、準決勝でブレント・ウィードマンと対戦し、3-0の判定勝ち。5月7日、決勝でリック・ホーンと対戦し、2-1の判定勝ちを収め優勝を果たした。
2011年10月29日、Bellator 56の世界ウェルター級タイトルマッチでベン・アスクレンと対戦し、僅差の判定負けを喫し王座獲得に失敗した。

### UFC復帰
2012年10月5日、7年ぶりのUFC参戦となったUFC on FX 5でジェイク・エレンバーガーと対戦し、0-3の判定負けを喫した。
2013年2月2日、UFC 156でタイロン・ウッドリーと対戦し、パウンドでKO負け。2連敗となりUFCからリリースされた。
2014年3月7日、自身のTwitterで引退を表明した。

## 戦績
| 総合格闘技 戦績 | 総合格闘技 戦績 | 総合格闘技 戦績 | 総合格闘技 戦績 | 総合格闘技 戦績 | 総合格闘技 戦績 | 総合格闘技 戦績 |
| --------------- | --------------- | --------------- | --------------- | --------------- | --------------- | --------------- |
| 30 試合         | (T)KO           | 一本            | 判定            | その他          | 引き分け        | 無効試合        |
| 23 勝           | 7               | 6               | 10              | 0               | 0               | 0               |
| 7 敗            | 4               | 0               | 3               | 0               | 0               | 0               |

| 勝敗 | 対戦相手                         | 試合結果                          | 大会名                                                             | 開催年月日     |
| ×    | タイロン・ウッドリー             | 1R 0:36 KO（パウンド）            | UFC 156: Aldo vs. Edgar                                            | 2013年2月2日   |
| ×    | ジェイク・エレンバーガー         | 5分3R終了 判定0-3                 | UFC on FX 5: Browne vs. Bigfoot                                    | 2012年10月5日  |
| ○    | ロマーリオ・マノエル・ダ・シウバ | 2R 2:04 ダースチョーク            | Legacy Fighting Championship 12                                    | 2012年7月13日  |
| ×    | ベン・アスクレン                 | 5分5R終了 判定1-2                 | Bellator 56 【Bellator世界ウェルター級タイトルマッチ】             | 2011年10月29日 |
| ○    | リック・ホーン                   | 5分3R終了 判定2-1                 | Bellator 43 【ウェルター級トーナメント 決勝】                      | 2011年5月7日   |
| ○    | ブレント・ウィードマン           | 5分3R終了 判定3-0                 | Bellator 40 【ウェルター級トーナメント 準決勝】                    | 2011年4月9日   |
| ○    | アンソニー・ラプスリー           | 1R 3:39 リアネイキドチョーク      | Bellator 35 【ウェルター級トーナメント 1回戦】                     | 2011年3月5日   |
| ○    | ジョー・リッグス                 | 5分3R終了 判定3-0                 | Strikeforce: Miami                                                 | 2010年1月30日  |
| ○    | ジェシー・テイラー               | 5分3R終了 判定3-0                 | Strikeforce: Carano vs. Cyborg                                     | 2009年8月15日  |
| ○    | ジェイソン・ハイ                 | 1R 1:04 KO（左フック）            | Affliction: Day of Reckoning                                       | 2009年1月24日  |
| ○    | クリス・ケネディ                 | 5分3R終了 判定3-0                 | SuperFights MMA: Night of Combat 2                                 | 2008年10月11日 |
| ○    | マーク・ミラー                   | 1R 2:10 TKO（パウンド）           | IFL: New Jersey 【IFL世界ウェルター級タイトルマッチ】              | 2008年4月4日   |
| ○    | デウソン・エレーノ               | 1R終了時 TKO（脚の負傷）          | IFL: World Grand Prix Finals 【ウェルター級グランプリ 決勝】       | 2007年12月29日 |
| ○    | ドニー・ライルズ                 | 4分3R終了 判定3-0                 | IFL: World Grand Prix Semifinals 【ウェルター級グランプリ 準決勝】 | 2007年11月3日  |
| ×    | ブラッド・ブラックバーン         | 1R 0:40 TKO（パウンド）           | IFL: Everett                                                       | 2007年6月1日   |
| ○    | ドニー・ライルズ                 | 1R 2:49 フロントチョーク          | IFL: Los Angeles                                                   | 2007年3月17日  |
| ○    | ビクター・モレノ                 | 1R 1:55 チョークスリーパー        | IFL: Houston                                                       | 2007年2月2日   |
| ×    | クリス・ウィルソン               | 4分3R終了 判定0-3                 | IFL: World Championship Semifinals                                 | 2006年11月2日  |
| ○    | アモス・ソテロ                   | 1R 0:26 フロントチョーク          | IFL: Portland                                                      | 2006年9月9日   |
| ○    | ジェイク・エレンバーガー         | 4分3R終了 判定3-0                 | IFL: Championship 2006                                             | 2006年6月3日   |
| ○    | スティーブ・シュナイダー         | 1R 0:55 TKO（スタンドパンチ連打） | Titan Fighting Championships 1                                     | 2006年3月11日  |
| ×    | ジョナサン・グレ                 | 3R 1:05 TKO（ドクターストップ）   | Ultimate Fight Night 2                                             | 2005年10月3日  |
| ○    | パット・ヒーリー                 | 5分3R終了 判定3-0                 | IFC: Rock N' Rumble                                                | 2005年7月30日  |
| ○    | アダム・リン                     | 5分3R終了 判定3-0                 | WEC 15: Judgment Day                                               | 2005年5月19日  |
| ○    | ロナルド・ジューン               | 1R 4:34 TKO（カット）             | Lockdown in Paradise 1                                             | 2005年3月19日  |
| ×    | ジョルジュ・サンピエール         | 1R 1:42 TKO（パウンド）           | UFC 48: Payback                                                    | 2004年6月19日  |
| ○    | ファビオ・ホーランダ             | 5分3R終了 判定3-0                 | MMA: Eruption                                                      | 2004年4月30日  |
| ○    | フェルナンド・ムニョス           | 1R 0:33 ギブアップ（パンチ連打）  | Ring of Combat 6                                                   | 2004年4月24日  |
| ○    | ジャーメイン・ジョンソン         | 1R 1:02 チョークスリーパー        | Ring of Combat 5                                                   | 2003年12月14日 |
| ○    | キース・プレート                 | 1R 1:23 TKO（パンチ連打）         | Reality Fighting 4                                                 | 2003年7月19日  |

## 獲得タイトル
- IFLウェルター級グランプリ 優勝（2007年）
- 初代IFL世界ウェルター級王座（2007年）
- Bellatorシーズン4 ウェルター級トーナメント 優勝（2011年）

## 表彰
- レスリング NJCAAオールアメリカン（2回）